# Andy Bathgate
Andrew James Bathgate (28 de agosto de 1932 - 26 de febrero de 2016) fue un jugador profesional canadiense de hockey sobre hielo. Jugaba como un ala derecha. Jugó 17 temporadas en la Liga Nacional de Hockey (NHL) para los New York Rangers, Toronto Maple Leafs, Detroit Red Wings y Pittsburgh Penguins.
Bathgate murió el 26 de febrero de 2016 en su casa en Mississauga, Ontario. Murió por complicaciones de la enfermedad de Alzheimer. Tenía 83 años. También tenía la enfermedad de Parkinson.